# Othmar Zaubek
Othmar Karl Matthias Zaubek (* 15. Juli 1949 in Wien; † 24. November 2014) war ein österreichischer Heimatforscher und Wissenschaftsjournalist.

## Leben
Zaubek studierte Volkskunde an der Universität Wien bei Leopold Schmidt. Seit 1966 war er wissenschaftlich und heimatkundlich tätig. Von ihm liegen rund 80 selbständige Veröffentlichungen und etwa 1000 Zeitungs- und Zeitschriftenartikel vor.
Hauptsächlich beschäftigte er sich mit Themen aus dem Waldviertel, mit den Schwerpunkten Historik und Volkskunde. Als Wandergelehrter moderner Prägung war er an zahlreichen Heimatkunden beteiligt oder hat diese zur Gänze selbst verfasst oder auch herausgegeben. 
Durch viele Jahre redigierte Zaubek die Kulturberichte in der Zeitschrift Das Waldviertel und verfasste unzählige Buchbesprechungen.
Ein weiterer Schwerpunkt ist die Blasmusikforschung, die er für ganz Niederösterreich und auch darüber hinaus betrieb. Er ist Verfasser eines grundlegenden Werkes zu diesem Thema. Weiters ist er Gründungsmitglied der Internationalen Gesellschaft für Blasmusikforschung in Graz.
Durch seine Nachforschungen war er immer wieder an verschiedenen Orten im Waldviertel sesshaft gewesen, seit den 1970er-Jahren lebte er in der Gemeinde Grafenschlag, wo er auch auf dem Ortsfriedhof begraben liegt.

## Förderer
Zu seinen Entdeckern und Förderern zählte der Zwettler Redakteur und Verleger Josef Leutgeb († 1980), in dessen Verlag erschienen Zaubeks Bücher "Das Thayatal, 1971", sowie "Blasmusik im Bezirk Zwettl"1980".

## Werke (Auswahl)
- Waldviertler heimatkundliche Studien, 4 Bände, Wien/Grafenschlag 1976–83.
- Das Thayatal, Zwettl 1971. Verlag Josef Leutgeb
- St. Johann im Walde, Langschwarza 1971.
- Franzen. Beiträge zur Heimatkunde, Franzen 1971.
- Volksfrömmigkeit. Zeugen und Zeichen volksfrommen Brauchtums, Waidhofen 1973.
- Wallfahrtsheiligtümer des südwestlichen Waldviertels, Waidhofen 1974.
- Blasmusik und Jahresbrauch im Bezirk Gmünd, Schrems 1974.
- Waldviertler Notgeld, Waidhofen 1974.
- mit Alois Mitterauer: Kleine Heimatkunde der Marktgemeinde Grafenschlag. Veröffentlichung anlässlich der Verleihung des Gemeindewappens am 24. September 1978, Grafenschlag 1978.
- Blasmusik im Bezirk Zwettl, Zwettl 1980. Verlag Josef Leutgeb
- Heimatbuch der Marktgemeinde Sallingberg, 1983.
- Volkskundliches aus dem Waldviertel, Grafenschlag 1985.
- Lebensbilder berühmter Waldviertler, Grafenschlag 1985.
- Über Feindeinfallsagen aus Niederösterreich (Bausteine und Beispiele zur Interpretation historischer Sagen), Mannus-Bibliothek XXVIII, Bonn 1987, S. 831–913.
- Blasmusikmuseum und Blasmusikarchiv in ihrer Bedeutung für die regionale Blasmusikkunde, Alta Musica 1, 1987, S. 175–185.